# Homicide Bureau
Pour plus de détails, voir Fiche technique et Distribution.
Homicide Bureau est un film américain réalisé par Charles C. Coleman, sorti en 1939.

## Fiche technique
- Titre original : Homicide Bureau
- Réalisation : Charles C. Coleman
- Scénario : Earle Snell
- Production : Jack Frier et Irving Briskin producteur exécutif (non crédités)
- Société de production : Columbia Pictures
- Musique : Sidney Cutner (non crédité)
- Photographie : Benjamin H. Kline
- Montage : James Sweeney
- Direction artistique : Lionel Banks
- Pays d'origine : États-Unis
- Format : Noir et blanc - Son : Mono (Western Electric Mirrophonic Recording)
- Genre : Film policier
- Durée : 58 minutes
- Dates de sortie : 
  - États-Unis : 5 janvier 1939

## Distribution
- Bruce Cabot : Détective Lieutenant Jim Logan
- Rita Hayworth : J.G. Bliss
- Marc Lawrence : Chuck Brown
- Richard Fiske : Henchman Hank
- Moroni Olsen : Capitaine de police H.J. Raines
- Norman Willis : Ed Briggs
- Gene Morgan : Détective Blake
- Robert Paige : Détective Thurston
- Lee Prather : R.E. Jamison
- Eddie Fetherston : Henchman Specks
- Stanley Andrews : Commissaire de police G.W. Caldwell